# Stenkyrka socken, Gotland
Stenkyrka socken ingick i Gotlands norra härad, ingår sedan 1971 i Gotlands kommun och motsvarar från 2016 Stenkyrka distrikt.
Socknens areal är 55,40 kvadratkilometer, varav 55,39 land. År 2020 fanns här 531 invånare. Sockenkyrkan Stenkyrka kyrka ligger i socknen.

## Administrativ historik
Stenkyrka socken har medeltida ursprung. Socknen har få medeltida belägg. I Gutasagan sägs dock Stenkyrka kyrka vara den äldsta i Nordertredingen. I Gutasagan omtalas också "Likair den vise", som var från Stenkyrka som sändebud hos Henrik Lejonet för de förhandlingar som ledde fram till Artlenburgprivilegiet 1161. En gravsten över en Licauns från Stenstufu, daterad till omkring 1200 finns bevarad i Stenkyrka kyrka.
Socknen tillhörde Lummelunda ting som i sin tur ingick i Bro setting i Nordertredingen.
Vid kommunreformen 1862 övergick socknens ansvar för de kyrkliga frågorna till Stenkyrka församling och för de borgerliga frågorna bildades Stenkyrka landskommun. Landskommunen inkorporerades 1952 i Tingstäde landskommun och ingår sedan 1971 i Gotlands kommun. Församlingen utökades 2006.
1 januari 2016 inrättades distriktet Stenkyrka, med samma omfattning som församlingen hade 1999/2000.  
Socknen har tillhört samma fögderier och domsagor som Gotlands norra härad. De indelta båtsmännen tillhörde Gotlands första båtsmanskompani.

## Geografi
Stenkyrka socken ligger vid Gotlands nordvästra kust. Socknen är slättmark delvis skogstäckt invid branta klinter vid kusten. I öster och söder fanns tidigare två större myrar, Elinghems myr och Kvie myr, den senare en nordlig utlöpare till Martebo myr. Myrarna är idag utdikade.
Socknen är en av Gotlands större. Lickershamn har varit Stenkyrkas hamn.

### Gårdsnamn
Austergårds, Bjärs Lilla, Bjärs Stora, Broungs, Ekeby, Garde, Grausne, Gräne, Hälge, Kvie, Kyrkebys, Lauhage, Licknatte, Mos, Niome, Prästgården, Ringvide, Russhage, Smiss, Sorby, Stenstugu, Sudergårds, Rune, Tystebols, Ungsmiss (Skogs), Vale.

## Fornlämningar
Kända från socknen är några boplatser från stenåldern och några gravrösen från bronsåldern. Från järnåldern finns 20 gravfält, stensträngar, bildstenar, stenar med sliprännor och tre fornborgar från järnåldern. Ett tiotal skatter från vikingatiden har återfunnits och i en grav i Moa har en spjutspets återfunnits med runinskrift från 200-talet, landets äldsta. Från vikingatiden har flera stora depåfynd hittats, och platsen tycks ha varit viktig för myntskatter och kanske även för handeln. I Bjärs har ett stort depåfynd på 734 silvermynt tillsammans med en del bitsilver; ett barr med en vikt av 24 gram, några tenar och trådar av silver, bitar av smycken och spännen och liknande. i Garde har ett depåfynd med bitsilver och 673 silvermynt hittats, och i Sorbys lada hittades ett depåfynd med 727 silvermynt, tillsammans med bitsilver samt en vacker brakteat.  

1953 påträffades en stenåldersgrav vid gården Stora Bjärs.

## Namnet
Namnet (1300-talet Stainkkirchiu) kommer från kyrkan. Tolkningen är antingen att kyrkan är uppförd av sten, men kan också vara att kyrkan är uppförd på mark tillhörande gården Stenstugu och att det ursprungliga namnet varit Stenstugukyrka.

## Befolkningsutveckling
| Befolkningsutvecklingen i Stenkyrka socken, Gotland 1750–2020 | Befolkningsutvecklingen i Stenkyrka socken, Gotland 1750–2020 | Befolkningsutvecklingen i Stenkyrka socken, Gotland 1750–2020 | Befolkningsutvecklingen i Stenkyrka socken, Gotland 1750–2020 | Befolkningsutvecklingen i Stenkyrka socken, Gotland 1750–2020 |
| --- | ------------------------------------------------------------- | ------------------------------------------------------------- | ------------------------------------------------------------- | ------------------------------------------------------------- |
| |                                                               |                                                               |                                                               |                                                               |
| År |                                                               |                                                               | Folkmängd                                                     |                                                               |
| 1750 | 1750                                                          |                                                               | 297                                                           |                                                               |
| 1760 | 1760                                                          |                                                               | 281                                                           |                                                               |
| 1769 | 1769                                                          |                                                               | 343                                                           |                                                               |
| 1780 | 1780                                                          |                                                               | 371                                                           |                                                               |
| 1790 | 1790                                                          |                                                               | 346                                                           |                                                               |
| 1810 | 1810                                                          |                                                               | 376                                                           |                                                               |
| 1820 | 1820                                                          |                                                               | 442                                                           |                                                               |
| 1830 | 1830                                                          |                                                               | 551                                                           |                                                               |
| 1840 | 1840                                                          |                                                               | 602                                                           |                                                               |
| 1850 | 1850                                                          |                                                               | 726                                                           |                                                               |
| 1860 | 1860                                                          |                                                               | 956                                                           |                                                               |
| 1870 | 1870                                                          |                                                               | 1 012                                                         |                                                               |
| 1880 | 1880                                                          |                                                               | 927                                                           |                                                               |
| 1890 | 1890                                                          |                                                               | 786                                                           |                                                               |
| 1900 | 1900                                                          |                                                               | 785                                                           |                                                               |
| 1910 | 1910                                                          |                                                               | 741                                                           |                                                               |
| 1920 | 1920                                                          |                                                               | 733                                                           |                                                               |
| 1930 | 1930                                                          |                                                               | 711                                                           |                                                               |
| 1940 | 1940                                                          |                                                               | 707                                                           |                                                               |
| 1950 | 1950                                                          |                                                               | 603                                                           |                                                               |
| 1960 | 1960                                                          |                                                               | 503                                                           |                                                               |
| 1970 | 1970                                                          |                                                               | 462                                                           |                                                               |
| 1980 | 1980                                                          |                                                               | 585                                                           |                                                               |
| 1990 | 1990                                                          |                                                               | 602                                                           |                                                               |
| 2000 | 2000                                                          |                                                               | 548                                                           |                                                               |
| 2010 | 2010                                                          |                                                               | 520                                                           |                                                               |
| 2020 | 2020                                                          |                                                               | 531                                                           |                                                               |
| Anm: Källor: Umeå universitet - Tabellverket 1749-1859, Demografiska databasen, CEDAR, Umeå universitet, Befolkningsutvecklingen i Gotlands socknar 2000 - 2010, Folkmängden per distrikt, landskap, landsdel eller riket efter kön. År 2015 - 2022. |                                                               |                                                               |                                                               |                                                               |

### Fotnoter
1. 1 2  Svensk Uppslagsbok andra upplagan 1947–1955: Stenkyrka socken
2. ↑  ”Folkmängden per distrikt, landskap, landsdel eller riket efter kön. År 2015 - 2022”. Statistikdatabasen. Statistiska centralbyrån. http://www.statistikdatabasen.scb.se/pxweb/sv/ssd/START__BE__BE0101__BE0101A/FolkmangdDistrikt/. Läst 23 april 2023.
3. 1 2 3  Vägval - Vägar och samhälle på Gotland under 1500 år, Kalle Måhl
4. ↑  Harlén, Hans; Harlén Eivy (2003). Sverige från A till Ö: geografisk-historisk uppslagsbok. Stockholm: Kommentus. Libris 9337075. ISBN 91-7345-139-8
5. ↑  ”Församlingar”. Statistiska centralbyrån. https://www.scb.se/hitta-statistik/regional-statistik-och-kartor/regionala-indelningar/forsamlingar/. Läst 30 december 2022.
6. ↑  Administrativ historik för Stenkyrka socken (Klicka på församlingsposten). Källa: Nationella arkivdatabasen, Riksarkivet.
7. ↑  Om Gotlands båtsmanskompani
8. 1 2  Sjögren, Otto (1931). Sverige geografisk beskrivning del 2 Östergötlands, Jönköpings, Kronobergs, Kalmar och Gotlands län. Stockholm: Wahlström & Widstrand. Libris 9939
9. 1 2  Nationalencyklopedin
10. ↑  Förteckning över slipskåror
11. ↑  Fornlämningar, Statens historiska museum: Stenkyrka socken, Gotland
12. ↑  Fornminnesregistret, Riksantikvarieämbetet: Stenkyrka socken, Gotland Fornminnen i socknen erhålls på kartan genom att skriva in sockennamn (utan "socken") i "Ange geografiskt område"
13. ↑  Mats Wahlberg, red (2003). Svenskt ortnamnslexikon. Uppsala: Institutet för språk och folkminnen. Libris 8998039. ISBN 91-7229-020-X. https://isof.diva-portal.org/smash/get/diva2:1175717/FULLTEXT02.pdf